# Дно (эксплуатационное локомотивное депо)
Дно — эксплуатационное локомотивное депо Октябрьской дирекции тяги, филиала ОАО РЖД. Основано в 1897 году при станции Дно (Псковская область). Располагается на пересечении 2 магистралей — Ярославль — Сонково — Бологое — Дно — Псков и далее на Прибалтику и второй ветки — Санкт-Петербург — Дно — Новосокольники и далее на Белоруссию.

## Тяговые плечи
- Дно — Санкт-Петербург (Шушары, Санкт-Петербург-Сортировочный-Московский). Это плечо много раз передавалось то ТЧЭ-9, то ТЧЭ-18, то обоим депо. В настоящее время плечо обслуживается и ТЧЭ-18, и ТЧЭ-9 на локомотивах обоих депо. С появлением в ТЧЭ-9 тепловозов 2ТЭ116У бригады ТЧЭ-9 приезжают и уезжают на своих же локомотивах. Длина плеча 245 км. Время в пути — в среднем 6-7 часов.
- Дно — Бологое-Московское (257 км). Плечо длинное и с тяжёлым профилем. Обслуживается локомотивами депо Дно. Ездят бригады депо Бологое и депо Дно. Во времена, когда на балансе депо Бологое были тепловозы 2ТЭ10М, бригады ездили и на них (были случаи, когда 2ТЭ10М приписки депо Бологое уходил с поездом на Санкт-Петербург).
- Дно — Новосокольники (далее либо на Невель II, либо на Великие Луки). Обслуживается локомотивами и бригадами как депо ТЧЭ-31, так и депо ТЧЭ-18. Время в пути — порядка 7 часов. Из-за наличия большого количества пассажирских поездов время в пути большое, несмотря на небольшое расстояние (от Дно до Новосокольников — 176 км)
- Дно — Псков. Раньше обслуживалось совместно с ТЧЭ-17. В настоящее время обслуживается только ТЧЭ-18.

С ликвидацией ТЧЭ-17 в 2001 году (стало цехом ТЧЭ-18 со своим ПТОЛ и локомотивными бригадами), стали актуальными следующие плечи:
- Дно — Псков — Печоры-Псковские (граница с EVR).
- Дно — Псков — Луга — СПБ (хотя обычно времени хватает доехать только до Луги. Далее, если времени не хватило, бригады ночуют в Луге. Затем 2 варианта — либо назад, либо далее на Санкт-Петербург, а оттуда с пассажирами).
- Дно — Псков — Пыталово (граница с LDZ).

## Техническое состояние
Общее состояние машин аварийное, очень много неисправностей. Много факторов, способствующих этому — много плеч обслуживания, много смен бригад на одной машине (например, локомотивы следующие на Сонково меняют 2 бригады и столько же обратно). Качество ремонта низкое запчастей мало, зарплаты низкие, и следовательно, нет стимула делать качественный ремонт. Ситуацию с запчастями частично исправляет БТС. Зачастую с машин, которые не могут выйти на линию ( в связи с серьёзной неисправностью), снимают детали, чтобы поставить их на другие машины. Так же перевод машин из парка в парк (перекидка по депо) бывает несколько раз в месяц, что также ухудшает ситуацию.
В 2007 году Дновские 2ТЭ116 по итогам комиссионного осмотра признаны худшими по техническому состоянию.

## Приписной парк
Приписной парк до появления здесь 2ТЭ116 составляли тепловозы серии М62 (2М62, 2М62У), а ещё ранее — ТЭ3. Пассажирское и пригородное движение осуществлялось тепловозами ТЭП60. В настоящее же время в эксплуатации находятся тепловозы 2ТЭ116. Только 2 тепловоза 1606 и 1607 пришли сюда с завода. Весь остальной парк (порядка 100 тепловозов, включая БТС) пришли с других дорог.

## БалтТрансСервис
Тепловозы этой компании появились на дороге в 2005 году. Обслуживание проводится в депо Великие Луки и депо Дно. Тепловозы — частично старые (купленные на разных дорогах и прошедшие КР в 2004—2006 годах), и частично новые, построенные в 2004—2006. В 2019 году образовалось структурное подразделение компании "БалтТрансСервис" - "БТС-Локомотивные Решения",которое предоставляет услуги локомотивных бригад. Однако дновские бригады возят наливные поезда по участку Бологое-Московское — Дно — Печоры-Псковские, Великие Луки — Дно — Печоры-Псковские и Великие Луки - Дно - Луга - Гатчина-Товарная -  Усть-Луга и порожние в обратном направлении. Техническое состояние машин с момента их поступления ухудшалось, и на сегодняшний момент сопоставимо с состоянием машин ТЧЭ-18.